# کردستان (نشریه)
کردستان مجله‌ای ماهانه، به زبان‌های کردی و ترکی بود که بین سال‌های ۱۹۱۲ تا ۱۹۱۴ در ارومیه به سردبیری عبدالرزاق بدرخان و صاحب امتیازی اسماعیل آقا سیمیتقو منتشر می‌شد.